# Michael (альбом)
Michael — первый посмертный сборник-альбом Майкла Джексона вышедший после его смерти. Издан в 2010 году.

## Об альбоме
Michael — первый за 9 лет альбом Майкла после Invincible, почти полностью состоящий из новых, ранее не издававшихся композиций. В него вошли 9 ранее неизданных песен певца и 1 переработка уже изданной композиции (оригинал песни «The Way You Love Me» вошёл в бокс-сет Michael Jackson: The Ultimate Collection 2004-го года).
Первая композиция называется «Breaking News», её можно было прослушивать на официальном сайте певца уже с 8 ноября. Первый официальный сингл «Hold My Hand» также можно услышать на официальном сайте певца с 15 ноября.
Официальная дата релиза — 14 декабря 2010 года, однако ещё за две недели до этого в сети появилась пиратская копия альбома.
В общей сложности было продано около 3,000,000 копий альбома.
Вокальные треки к десяти композициям были отобраны из рабочих сессий певца, которые он записывал незадолго до своей смерти в июне 2009 года в ходе подготовки тура This Is It, а одна из песен — «Much Too Soon» была записана Майклом ещё в 1982 году и не вошла в альбом Thriller. В качестве барабанщика в записи принял участие Дэйв Грол, в то время как над гитарными партиями работал Ленни Кравиц. Первая представленная композиция «Breaking News» была записана в Нью-Джерси в 2007 году, остальные создавались в Лас-Вегасе и Лос-Анджелесе. Одной из последних песен певца является «Best of Joy», записанная незадолго до его смерти в 2009. Также планировалось, что песня прозвучит на последнем концерте несостоявшегося тура This Is It.
Альбом «Michael» является первым из долгосрочного проекта компании Sony, которая объявила в ближайшие 7 лет выпустить примерно 100 песен в десяти альбомах ранее записанных, но по разным причинам не издававшихся песен Майкла. Права на издание наследия были выкуплены компанией Sony у семьи Джексона за $250 млн.

## Критика
Ранее брат Майкла — Рэнди Джексон заявлял, что пластинка является «подделкой», так как по его мнению, в некоторых песнях вокал принадлежит не Майклу, а искусным подражателям. При тестовых прослушиваниях некоторые музыканты также оставили в основном отрицательные отзывы.
Среди фанатского движения Майкла существует мнение, что будь он жив, то не допустил бы выхода этой пластинки, так как всегда был против издания «сырого», «недоделанного» материала, а указанные песни, по мнению фанов, которые ранее не издавались, таковыми и являются.
29 июня 2022 года со стриминговых платформ были удалены треки Breaking News, Keep Your Head Up и Monster. Ранее подозревалось, это эти песни спеты не Майклом, а подражателями.

## Список композиций (старый)
| №   | Название                                           | Длительность |
| --- | -------------------------------------------------- | ------------ |
| 1.  | «Hold My Hand (с Эйконом)»                         | 3:32         |
| 2.  | «Hollywood Tonight (с Тэриллом Джексоном)»         | 4:30         |
| 3.  | «Keep Your Head Up»                                | 4:49         |
| 4.  | «(I Like) The Way You Love Me»                     | 4:33         |
| 5.  | «Monster (с 50 Cent)»                              | 5:04         |
| 6.  | «Best of Joy»                                      | 3:02         |
| 7.  | «Breaking News»                                    | 4:14         |
| 8.  | «(I Can't Make It) Another Day (с Ленни Кравицем)» | 3:54         |
| 9.  | «Behind the Mask»                                  | 5:01         |
| 10. | «Much Too Soon»                                    | 2:48         |

## Список композиций (новый)
| №  | Название                                           | Длительность |
| -- | -------------------------------------------------- | ------------ |
| 1. | «Hold My Hand (с Эйконом)»                         | 3:32         |
| 2. | «Hollywood Tonight (с Тэриллом Джексоном)»         | 4:30         |
| 3. | «(I Like) The Way You Love Me»                     | 4:33         |
| 4. | «Best of Joy»                                      | 3:02         |
| 5. | «(I Can't Make It) Another Day (с Ленни Кравицем)» | 3:54         |
| 6. | «Behind the Mask»                                  | 5:01         |
| 7. | «Much Too Soon»                                    | 2:48         |